# Photosynthetic Photon Flux Density
Die Photosynthetic Photon Flux Density, kurz PPFD, ist die Photosyntethische Photonenflussdichte, also ein spektral hinsichtlich der Verwertbarkeit für die Photosynthese bewerteter Lichtstrom einer Lampe oder Lichtquelle.
Sie wird meist in µE (µEinstein) = µmol(Photonen)/(m²s) angegeben.
Es ist vor allem eine in der Pflanzenproduktion wichtige Größe. Photonen im Wellenlängenbereich von 400 bis 700 nm werden von den Pflanzen spektral unterschiedlich verwertet. Siehe hierzu auch Photosynthetisch aktive Strahlung (PAR).